# La Heunière

La Heunière este o comună în departamentul Eure, Franța. În 1 ianuarie 2022 avea o populație de 454 de locuitori.